# Kleine Hengstdijkpolder
De Kleine Hengstdijkpolder is een polder ten noordwesten van Hengstdijk. Ze behoort tot de Polders van Hontenisse en Ossenisse.
Het is een middeleeuwse polder, die iets vóór 1200 zal zijn aangelegd door de monniken van de Abdij Ten Duinen.
De polder is 103 ha groot. In de polder ligt de buurtschap Oude Stoof.